# Piper senporeiense
Piper senporeiense är en pepparväxtart som beskrevs av Yoshimatsu Yamamoto. Piper senporeiense ingår i släktet Piper och familjen pepparväxter. Inga underarter finns listade i Catalogue of Life.